# Leptodactylus leptodactyloides
Espèce
Synonymes
- Eleutherodactylus leptodactyloides Andersson, 1945

Statut de conservation UICN

 LC  : Préoccupation mineure
Leptodactylus leptodactyloides est une espèce d'amphibiens de la famille des Leptodactylidae.

## Répartition
Cette espèce se rencontre entre 15 et 400 m d'altitude dans le bassin de l'Amazone, :
- dans l'est de l'Équateur ;
- dans le sud-est de la Colombie ;
- dans l'est du Pérou ;
- dans le nord de la Bolivie ;
- dans le nord-ouest du Brésil ;
- en Guyane ;
- au Suriname ;
- au Guyana ;
- dans le sud du Venezuela.

## Étymologie
Le nom spécifique leptodactyloides vient du fait que cette espèce, initialement décrite comme membre du genre Eleutherodactylus, ressemblait pour Andersson à une espèce du genre Leptodactylus.

## Publication originale
- Andersson, 1945 : Batrachians from east Ecuador collected 1937, 1938 by Wm. Clarke-Maclntyre and Rolf Blomberg. Arkiv för Zoologi, vol. 37A, no 2, p. 1-88.